# Apostolische Administratur Kaukasien
Die Apostolische Administratur Kaukasien (lat.: Apostolica Administratio Caucasi Latinorum) ist eine römisch-katholische Apostolische Administratur mit Sitz in Tiflis in Georgien. 

## Geschichte
Die Administratur wurde am 30. Dezember 1993 mit dem Dekret Quo aptius aus dem Bistum Tiraspol heraus gegründet. Ursprünglich umfasste sie die Staaten Georgien, Armenien und Aserbaidschan.
Am 11. Oktober 2000 verlor die Administratur das aserbaidschanische Territorium zugunsten der Errichtung der Mission sui juris Baku. 
Seit der Gründung ist der Ortsordinarius Giuseppe Pasotto CSS.

## Kirchen
- Georgien
  - Tiflis: Mariä Himmelfahrt (Kathedrale), St. Peter und Paul
  - Niederkartlien
    - Rustawi: Barmherzigkeit Gottes

  - Innerkartlien
    - Munizipalität Gori: Hl. Familie (Gori), St. Andreas (Bethlehem, Gemeinde Srka)

  - Kachetien
    - Munizipalität Lagodechi: St. Nino (Chisabawri, Gemeinde Ninigori)
    - Munizipalität Qwareli: zwei Kirchen (in Mtisdsiri und in Sanavardo, Gemeinde Kutschatani)

  - Imeretien
    - Kutaissi: Unbefleckte Empfängnis Mariens
    - Tschiatura: Mariä Verkündigung
    - Munizipalität Choni: Christus König (Achalschen, Gemeinde Kuchi)

  - Adscharien
    - Batumi: Hl. Geist

  - Gurien
    - Osurgeti: St. Stephan

  - Samzche-Dschawachetien
    - Bordschomi
    - Munizipalität Achalziche: drei Kirchen (in Achalziche, Wale und Iwlita, Gemeinde Schwilissi)
    - Munizipalität Adigeni: fünf Kirchen (in Arali, Ude, Buzmareti, Benara und Unza, Gemeinde Benara)
    - Munizipalität Aspindsa: Herz Jesu (Chisabawri), Maria Königin (Wargawi)
- Armenien
  - Eriwan
  - Spitak

## Statistik
| Jahr | Bevölkerung | Bevölkerung | Bevölkerung | Priester     | Priester         | Priester       | Priester               | Ständige Diakone | Ordensleute  | Ordensleute      | Pfarreien |
| Jahr | Katholiken  | Einwohner   | %           | Gesamtanzahl | Diözesanpriester | Ordenspriester | Katholiken je Priester | Ständige Diakone | Ordensbrüder | Ordensschwestern | Pfarreien |
| ---- | ----------- | ----------- | ----------- | ------------ | ---------------- | -------------- | ---------------------- | ---------------- | ------------ | ---------------- | --------- |
| 1997 | 50.200      | ?           | ?           | 7            | 3                | 4              | 7.171                  |                  | 7            | 19               | 8         |
| 2000 | 50.200      | ?           | ?           | 11           | 4                | 7              | 4.563                  |                  | 7            | 19               | 8         |
| 2001 | 50.000      | ?           | ?           | 12           | 3                | 9              | 4.166                  |                  | 15           | 7                | 9         |
| 2002 | 50.050      | ?           | ?           | 12           | 3                | 9              | 4.170                  |                  | 15           | 6                | 9         |
| 2003 | 50.050      | ?           | ?           | 12           | 3                | 9              | 4.170                  |                  | 15           |                  | 9         |
| 2004 | 50.050      | ?           | ?           | 15           | 6                | 9              | 3.336                  |                  | 19           | 18               | 12        |
| 2007 | 50.000      | ?           | ?           | 9            | 3                | 6              | 5.500                  |                  | 11           | 15               | 10        |
| 2010 | 50.000      | ?           | ?           | 22           | 12               | 10             | 2.272                  |                  | 12           | 30               | 10        |
| 2014 | 50.000      | ?           | ?           | 23           | 15               | 8              | 2.173                  |                  | 13           | 28               | 11        |
| 2017 | 50.000      | ?           | ?           | 25           | 11               | 14             | 2.000                  |                  | 24           | 37               | 16        |
| 2020 | 50.000      | ?           | ?           | 22           | 12               | 10             | 2.272                  | 9                | 20           | 35               | 12        |